# Sinahua
Sinahua är en ort i Mexiko.   Den ligger i kommunen Pungarabato och delstaten Guerrero, i den södra delen av landet, 200 km sydväst om huvudstaden Mexico City. Sinahua ligger 263 meter över havet och antalet invånare är 1 349.
Terrängen runt Sinahua är varierad. Runt Sinahua är det ganska tätbefolkat, med 172 invånare per kvadratkilometer. Närmaste större samhälle är Tlapehuala, 7,9 km sydost om Sinahua. Omgivningarna runt Sinahua är en mosaik av jordbruksmark och naturlig växtlighet.